# RAN Sevens 2021
Rugby Americas North Sevens 2021 – siedemnaste mistrzostwa strefy RAN w rugby 7 mężczyzn, oficjalne międzynarodowe zawody rugby 7 o randze mistrzostw kontynentu organizowane przez Rugby Americas North mające na celu wyłonienie najlepszej męskiej reprezentacji narodowej w tej dyscyplinie sportu w strefie RAN, które odbyły się na Meridian Field w Providenciales w dniach 16–17 października 2021 roku.

## Informacje ogólne
Turks and Caicos Islands Rugby Football Union otrzymał prawa do organizacji turnieju w czerwcu 2021 roku, tym razem zawody miały odbyć się bez analogicznych rozgrywek żeńskich. Pod koniec sierpnia udział zadeklarowało jedenaście reprezentacji, miesiąc później wraz z ogłoszeniem formatu zawodów i podziału na grupy ich liczba zmniejszyła się do dziesięciu, zaś na początku października, gdy opublikowano harmonogram spotkań, pozostało ich dziewięć. Rywalizowały one w pierwszym dniu podzielone na trzy trzyzespołowe grupy systemem kołowym, w drugim dniu po dwie najlepsze zespoły z każdej grupy awansowały do turnieju Cup, trzecie zaś do Plate. Obydwa te turnieje ponownie rozgrywane były systemem kołowym w trzech trzyzespołowych grupach, po czym odbyła się faza pucharowa.

## Pierwsza faza grupowa

### Grupa A
| 16 października 202111:00 | Jamajka | 24:5 | Turks i Caicos | Meridian Field, Providenciales |
| 16 października 202111:00 |         | 24:5 |                | Meridian Field, Providenciales |

| 16 października 202113:15 | Jamajka | 31:7 | Brytyjskie Wyspy Dziewicze | Meridian Field, Providenciales |
| 16 października 202113:15 |         | 31:7 |                            | Meridian Field, Providenciales |

| 16 października 202115:15 | Turks i Caicos | 15:19 | Brytyjskie Wyspy Dziewicze | Meridian Field, Providenciales |
| 16 października 202115:15 |                | 15:19 |                            | Meridian Field, Providenciales |

### Grupa B
| 16 października 202111:30 | Meksyk | 33:0 | Curaçao | Meridian Field, Providenciales |
| 16 października 202111:30 |        | 33:0 |         | Meridian Field, Providenciales |

| 16 października 202113:45 | Meksyk | 22:19 | Barbados | Meridian Field, Providenciales |
| 16 października 202113:45 |        | 22:19 |          | Meridian Field, Providenciales |

| 16 października 202115:45 | Curaçao | 7:24 | Barbados | Meridian Field, Providenciales |
| 16 października 202115:45 |         | 7:24 |          | Meridian Field, Providenciales |

### Grupa C
| 16 października 202112:00 | Gujana | 36:5 | Belize | Meridian Field, Providenciales |
| 16 października 202112:00 |        | 36:5 |        | Meridian Field, Providenciales |

| 16 października 202114:15 | Bermudy | 15:7 | Gujana | Meridian Field, Providenciales |
| 16 października 202114:15 |         | 15:7 |        | Meridian Field, Providenciales |

| 16 października 202116:15 | Belize | 0:38 | Bermudy | Meridian Field, Providenciales |
| 16 października 202116:15 |        | 0:38 |         | Meridian Field, Providenciales |

## Druga faza grupowa

### Cup 1
| 17 października 202110:00 | Jamajka | 24:0 | Gujana | Meridian Field, Providenciales |
| 17 października 202110:00 |         | 24:0 |        | Meridian Field, Providenciales |

| 17 października 202112:00 | Barbados | 26:5 | Gujana | Meridian Field, Providenciales |
| 17 października 202112:00 |          | 26:5 |        | Meridian Field, Providenciales |

| 17 października 202114:00 | Jamajka | 21:0 | Barbados | Meridian Field, Providenciales |
| 17 października 202114:00 |         | 21:0 |          | Meridian Field, Providenciales |

### Cup 2
| 17 października 202110:30 | Meksyk | 50:0 | Brytyjskie Wyspy Dziewicze | Meridian Field, Providenciales |
| 17 października 202110:30 |        | 50:0 |                            | Meridian Field, Providenciales |

| 17 października 202112:30 | Bermudy | 41:0 | Brytyjskie Wyspy Dziewicze | Meridian Field, Providenciales |
| 17 października 202112:30 |         | 41:0 |                            | Meridian Field, Providenciales |

| 17 października 202114:30 | Meksyk | 12:5 | Bermudy | Meridian Field, Providenciales |
| 17 października 202114:30 |        | 12:5 |         | Meridian Field, Providenciales |

### Plate
| 17 października 202109:30 | Turks i Caicos | 17:7 | Curaçao | Meridian Field, Providenciales |
| 17 października 202109:30 |                | 17:7 |         | Meridian Field, Providenciales |

| 17 października 202111:30 | Curaçao | 45:0 | Belize | Meridian Field, Providenciales |
| 17 października 202111:30 |         | 45:0 |        | Meridian Field, Providenciales |

| 17 października 202113:30 | Turks i Caicos | 22:0 | Belize | Meridian Field, Providenciales |
| 17 października 202113:30 |                | 22:0 |        | Meridian Field, Providenciales |

## Faza pucharowa

### Mecz o 7. miejsce
| 17 października 202115:30 | Turks i Caicos | 12:24 | Curaçao | Meridian Field, Providenciales |
| 17 października 202115:30 |                | 12:24 |         | Meridian Field, Providenciales |

### Mecz o 5. miejsce
| 17 października 202116:00 | Gujana | 43:0 | Brytyjskie Wyspy Dziewicze | Meridian Field, Providenciales |
| 17 października 202116:00 |        | 43:0 |                            | Meridian Field, Providenciales |

### Mecz o 3. miejsce
| 17 października 202116:30 | Barbados | 17:12 | Bermudy | Meridian Field, Providenciales |
| 17 października 202116:30 |          | 17:12 |         | Meridian Field, Providenciales |

### Mecz o 1. miejsce
| 17 października 202117:00 | Jamajka | 21:7 | Meksyk | Meridian Field, Providenciales |
| 17 października 202117:00 |         | 21:7 |        | Meridian Field, Providenciales |

## Klasyfikacja końcowa
| Miejsce | Reprezentacja              |
| ------- | -------------------------- |
| 1       | Jamajka                    |
| 2       | Meksyk                     |
| 3       | Barbados                   |
| 4       | Bermudy                    |
| 5       | Gujana                     |
| 6       | Brytyjskie Wyspy Dziewicze |
| 7       | Curaçao                    |
| 8       | Turks i Caicos             |
| 9       | Belize                     |